# Томозія
Томозія (рум. Tomozia) — село у повіті Бакеу в Румунії. Входить до складу комуни Вултурень.
Село розташоване на відстані 238 км на північ від Бухареста, 30 км на південний схід від Бакеу, 85 км на південь від Ясс, 126 км на північний захід від Галаца.

## Населення
За даними перепису населення 2002 року у селі проживали 244 особи. Усі жителі села рідною мовою назвали румунську.
Національний склад населення села:
| Національність | Кількість осіб | Відсоток |
| -------------- | -------------- | -------- |
| румуни         | 239            | 98,0%    |
| цигани         | 5              | 2,0%     |